# Lecanora subaurea
Lecanora subaurea är en lavart som beskrevs av Zahlbr. Lecanora subaurea ingår i släktet Lecanora och familjen Lecanoraceae.  Arten är reproducerande i Sverige. Inga underarter finns listade i Catalogue of Life.